# 冰帽

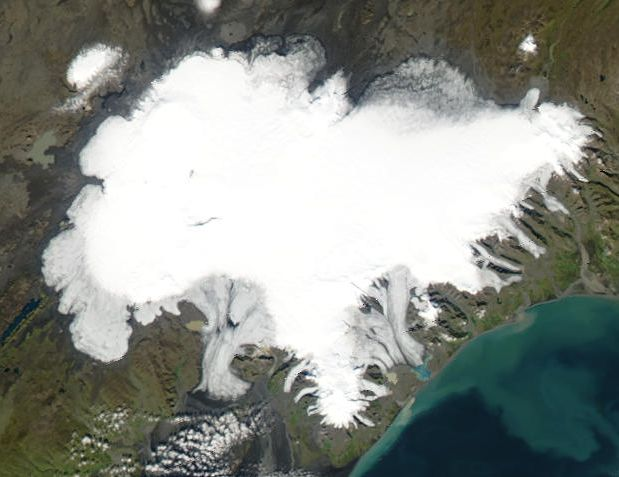
瓦特纳冰原, 冰岛

冰帽（ice cap）是一块巨型的圆顶状冰，覆盖小于50,000平方（19,000平方英里）的陆地面积（一般常见于高原地区）。覆盖面积超过50,000平方（19,000平方英里）的叫做冰盖（ice sheet）。由於冰冠在英語中叫作，其中「Cap」可以解作帽，所以冰冠又名冰帽。
冰帽并不拘泥于地理特征，比如并不一定要在山峰的顶端，但是他们的圆顶一般以山丘的最高点为中心。冰会从最高点向边缘移动。这种现象被叫做ice divide。
如瓦特纳冰原是位在冰岛上的一个冰帽。
高山的冰帽对所覆盖的陆地地貌有巨大影响。冰退后往往暴露出大量冰蚀地形。